# Пистоне (Бриндизи)
Пистоне (итал. Pistone) је насеље у Италији у округу Бриндизи, региону Апулија.
Према процени из 2011. у насељу је живело 26 становника. Насеље се налази на надморској висини од 366 м.